# Giulio Serafini
Giulio Serafini (Bolsena, 12 ottobre 1867 – Roma, 16 luglio 1938) è stato un cardinale e vescovo cattolico italiano.

## Biografia
Frequentò il seminario minore di Orvieto e successivamente il seminario maggiore a Roma dove ottenne il dottorato di diritto civile e canonico.
Ordinato prete, divenne membro della facoltà di Orvieto dal 1895 al 1901 dove fu anche rettore dal 1897 al 1901.

### Vescovo
Il 15 aprile 1907 papa Pio X lo elesse vescovo di Pescia. Ricevette la consacrazione episcopale il 26 maggio dello stesso anno dal cardinale Pietro Respighi, vicario generale di Roma.
Il 16 dicembre 1907 fu trasferito alla sede titolare di Lampsaco.

### Cardinale
Nel concistoro del 30 giugno 1930 papa Pio XI lo nominò cardinale presbitero di Santa Maria sopra Minerva.
Il 3 luglio dello stesso anno fu nominato presidente della Commissione Pontificia di codice canonico, dove rimase fino al 1938, anno della sua morte.
Morì il 16 luglio 1938 all'età di 70 anni.
È sepolto nella basilica di Santa Maria sopra Minerva a Roma.

## Genealogia episcopale e successione apostolica
La genealogia episcopale è:
- Cardinale Scipione Rebiba
- Cardinale Giulio Antonio Santori
- Cardinale Girolamo Bernerio, O.P.
- Arcivescovo Galeazzo Sanvitale
- Cardinale Ludovico Ludovisi
- Cardinale Luigi Caetani
- Cardinale Ulderico Carpegna
- Cardinale Paluzzo Paluzzi Altieri degli Albertoni
- Papa Benedetto XIII
- Papa Benedetto XIV
- Papa Clemente XIII
- Cardinale Marcantonio Colonna
- Cardinale Giacinto Sigismondo Gerdil, B.
- Cardinale Giulio Maria della Somaglia
- Cardinale Carlo Odescalchi. S.I.
- Cardinale Costantino Patrizi Naro
- Cardinale Lucido Maria Parocchi
- Cardinale Pietro Respighi
- Cardinale Giulio Serafini

La successione apostolica è:
- Vescovo Giuseppe Franciolini (1932)
- Arcivescovo Antonio Tani (1932)
- Vescovo Giuseppe Pronti (1938)